# Acantholimon roborowskii
Acantholimon roborowskii är en triftväxtart som beskrevs av Ekaterina Georgiewna Czerniakowska. Acantholimon roborowskii ingår i släktet Acantholimon och familjen triftväxter. Inga underarter finns listade i Catalogue of Life.